# Strandkrabbe
Strandkrabben (Carcinus maenas) er en almindelig krabbe, der er naturligt hjemmehørende langs kysterne af Europa og Nordafrika, men er spredt med skibsfarten over hele verden. Den kendes nemt på sit nærmest femkantede skjold, der er savtakket fortil. Farven er brunlig eller grønlig. Det er Danmarks almindeligste krabbe og findes som den eneste krabbeart helt ind i Østersøen til Bornholm. I Danmark bliver strandkrabben op til 5-6 centimeter lang.

## Levevis
Strandkrabben lever på lavt vand, hvor den særlig om natten er aktiv og svømmer eller kryber rundt på jagt efter føde. Om dagen holder den sig ofte skjult, f.eks. under en sten. Den lever såvel på klippebund, sandbund og mudderbund (slik). Som andre krabber, bevæger den sig sidelæns på sine otte ben.
Strandkrabben er nærmest altædende og tager både snegle, hjerte- og blåmuslinger, pungrejer, tanglopper, tanglus og kutlinger. Den kan også finde på at spise en anden krabbe. Skallerne hos unge muslinger knuser den med sine klosakse. Særligt de unge krabber ædes af ål, ulk og skrubbe.
De unge krabber skifter skal med få måneders mellemrum, for at de kan vokse. De kønsmodne krabber skifter skal én gang årligt. Som alle krebsdyr har også krabber stor regenerationsevne og kan i løbet af et par hudskifter gendanne et mistet ben.
Hunnerne bærer deres mange æg på undersiden af skjoldet under halen.

## Invasiv art
Carcinus maenas er en invasiv art, og er på ISSGs liste over verdens 100 mest invasive arter. Den blev observeret på østkysten af Nordamerika ved Massachusetts i 1817 og har siden bredt sig fra Nova Scotia til Virginia.
I Australien blev den fundet i slutningen af det 1800-tallet og har nu spredt sig langs kysterne af South Australia, Victoria, New South Wales og Tasmanien.
Desuden er den nu udbredt ved Sydafrika (1983), på vestkysten af Nordamerika (1989) fra Californien til British Columbia og Patagonien i Sydamerika (2003).